# Madleen Pechel
Walburga Madleen Helena (Lena) Pechel, geb. Mayser, geschiedene Feßmann (* 30. August 1905 in Ulm; † 7. November 1991) war eine deutsche Sekretärin und Widerstandskämpferin gegen den Nationalsozialismus.

## Leben und Tätigkeit
1933 wurde Madleen Mayser, die seit ihrer Verehelichung den Namen Feßmann führte, Privatsekretärin des Schriftstellers Edgar Jung, der zu dieser Zeit damit begann, in aktiver Weise gegen die in diesem Jahr errichtete NS-Diktatur zu arbeiten: Bis ins Jahr 1934 organisierte Jung ein weitverzweigtes oppositionelles Netzwerk, das darauf abzielte, einen Staatsstreich gegen das herrschende System vorzubereiten.
Nach der Verhaftung Edgar Jungs am Abend des 25. Juni 1934 in seiner Wohnung in Berlin-Halensee verständigte Fessmann, die dies entdeckte, als sie die Wohnung am 26. Juni aufsuchte und das eilig hingekritzelte Wort „Gestapo“ am Medikamentenschränkchen im Badezimmer der Wohnung bemerkte, dessen Gesinnungsfreunde im Büro des Stellvertreters des Reichskanzlers hiervon. Außerdem schrieb sie am selben Tag einen Brief an seinen Freund Edmund Forschbach in Köln, der diesen am 27. Juni erreichte, in dem sie diesen über das Vorgefallene in Kenntnis setzte, so dass er sich einer ihm möglicherweise zugedachten Verhaftung entziehen konnte.
Fessmann selbst wurde am 28. Juni 1934 von er Gestapo einer eingehenden Vernehmung unterzogen, in der sie von Jungs Freunden lediglich die Namen Rudolf Pechel und Forschbach preisgab.
Nach der Ermordung Jungs in der Nacht vom 30. Juni zum 1. Juli 1934 wechselte Fessmann in den Dienst von dessen Freund Rudolf Pechel, für dessen Deutsche Rundschau sie fortan als Sekretärin tätig war. 1938 heiratete sie Pechel in zweiter Ehe und führte fortan den Namen Madleen Pechel. In den nachfolgenden Jahren unterstützte Pechel ihren Mann bei seiner gegen den NS-Staat gerichteten Tätigkeit.
Pechels Ehemann wurde 1943 aufgrund von ihm verfasster Aufsätze, die versteckte Angriffe auf das NS-Regime enthielten in KZ-Haft genommen, in der er bis zum Frühjahr 1945 verblieb.
Im Herbst 1943 kam Pechel in Kontakt mit Franz Jacob einem Funktionär der kommunistische Untergrundorganisation in Berlin. Beide stimmten in der Notwendigkeit gemeinsamen aktiven Widerstands aller Bevölkerungsschichten für die Beendigung des Krieges überein. Pechel vermittelte Jacob Aussprachen mit anderen oppositionellen Vertretern des Bürgertums, Unternehmen, Gutsbesitzern, Pfarrern und Offizieren.
Im August 1944 wurde Pechel von der Gestapo verhaftet, nachdem entdeckt worden war, dass sie ihre Berliner Wohnung Funktionären der illegalen Untergrund-KPD für heimliche Treffen zur Verfügung gestellt hatte. Pechel wurde vor dem Volksgerichtshof angeklagt (8 J 187/44 = 1 H 272/44), wobei der Vertreter der Reichsanwaltschaft gegen sie die Todesstrafe beantragte. Die Anklage erfolgte am 13. September 1944. Im Urteil vom 12. Oktober 1944 wurde sie für schuldig befunden, einen kommunistischen Funktionär bei illegaler Tätigkeit unterstützt zu haben und zu einer Zuchthausstrafe von sechs Jahren und gleichlangem Ehrverlust verurteilt. Sie wurde anschließend in das Zuchthaus Waldheim gebracht, aus dem sie im Frühjahr 1945 von der Roten Armee befreit wurde.
1946 widmete ihr Ehemann Pechel sein Buch Deutschenspiegel.

## Schriften
- „Schicksal einer Berliner Privatbibliothek“, on: Das literarische Deutschland 2.1951, H. 6, S. 5

Als Herausgeberin
- Rudolf Pechel. Deutsche Gegenwart. Aufsätze und Vorträge 1945-1952. Zusammengestellt und herausgegeben von Madleen Pechel und Klaus Hoche, Darmstadt 1953.